# Логовежь
Логове́жь — река в России, протекает по Тверской области (Торжокский район), приток реки Тверца. Длина реки составляет 71 км. Площадь водосборного бассейна — 765 км². Устье реки находится в 50 км по левому берегу реки Тверцы от места впадения её в Волгу.
В среднем течении реки русло реки каменистое, берега низкие и открытые. По берегам растут хвойные и смешанные леса.
В районе села Марьино река пересекает шоссе Москва — Санкт-Петербург на участке Тверь — Торжок. Имеется железнодорожный мост линии Лихославль — Вязьма.
В 34 км от устья слева в Логовежь впадает Средняя.
В районе посёлка Зелёный река Логовежь впадает в реку Тверца.
Река Логовежь широко используется туристами для сплава на байдарках.

## Данные водного реестра
По данным государственного водного реестра России относится к Верхневолжскому бассейновому округу, водохозяйственный участок реки — Тверца от истока (Вышневолоцкий гидроузел) до города Тверь, речной подбассейн реки — Волга до Рыбинского водохранилища. Речной бассейн реки — (Верхняя) Волга до Куйбышевского водохранилища (без бассейна Оки).
Код объекта в государственном водном реестре — 08010100512110000002291.